# Antiphrisson malkovskii
Antiphrisson malkovskii là một loài ruồi trong họ Asilidae. Antiphrisson malkovskii được Lehr miêu tả năm 1970. Loài này phân bố ở vùng Cổ Bắc giới.